# حادثة سجن البصرة
حادثة سجن البصرة هي حدث للقوات البريطانية في البصرة جنوب العراق. في 19 سبتمبر 2005 تنكر جنديين من القوة الجوية الخاصة البريطانية في ملابس مدنية عربية وأطلقوا النار على ضباط الشرطة العراقية بعد أن توقفوا عند حاجز على الطريق. أصيب ضابطان عراقيان ولقي أحدهما حتفه. ألقي القبض على البريطانيين واقتيدا إلى مخفر شرطة جاميت.
ردا على ذلك طار عشرين عضوا من سرب فوج ساس 22 وفصيل من المظليين من فريق دعم القوات الخاصة من بغداد إلى البصرة. تتبع أعضاء آخرون في السرب زميليهما إلى مركز شرطة جاميت ثم انسحبوا واستدعوا قوة الرد السريع في البصرة في حين أن الطائرة بدون طيار إم كيو-1 بريداتور طارت فوق السجن.
طوقت الدبابات وقوات المشاة البريطانية السجن حيث يحتجز الرجلان (الذين انتشرت صورتهما ولكن من دون معرفة اسميهما). تجمهر حشد وبدأوا بإلقاء الحجارة والقنابل الحارقة على الدبابات واستطاعوا اشعال النار في واحدة منها. أصيب ثلاثة جنود بريطانيين وفقا لبعض التقارير بينما قتل متظاهران.
وفقا لمحافظ البصرة محمد الوائلي فإن بريطانيا استخدمت: «أكثر من عشر دبابات مدعومة بطائرات هليكوبتر» لتنفيذ الغارة. قاد الهجوم على السجن إف في510 واريور وتشالنجر 2 التي قامت بتحطيم الجدران وتدمير السيارات والمباني الواهية. سمح الهجوم البريطاني بفرار 150 سجين من السجن.
نفت وزارة الدفاع البريطانية في البداية اقتحام السجن. في تصريحات لاحقة قيل أن الجنود قد قتلوا على الأرجح وأن قوات الشرطة كانت مخترقة من قبل الميليشيات غير الشرعية.
استنكر محمد الوائلي الحدث واعتبره «همجي ووحشي وغير مسؤول».
في 25 ديسمبر 2006 داهمت القوات البريطانية مرة أخرى في مخبر شرطة جاميت مما أسفر عن مقتل سبعة مسلحين وتحرير 127 سجين محتجزين من قبل الميليشيات الشيعية هناك. ثم قاموا بتفجير المبنى. قال المتحدث باسم الجيش البريطاني أن 127 سجين المفرج عنهم تعرضوا للتعذيب وأنه كانت هناك مخاوف من أنهم كانوا على وشك أن يعدموا.
بعد ذلك بوقت قصير في عام 2007 سلمت القوات البريطانية جميع أنشطتها للولايات المتحدة وانسحبت من البصرة.